# Geoff Gallop
Geoffrey Ian Gallop (ur. 27 września 1951 w Geraldton) – polityk australijski, były premier rządu stanowego Australii Zachodniej.

## Życiorys
W 1971 wstąpił do Partii Pracy. W czasie studiów uzyskał stypendium zagraniczne im. Cecila Rhodesa, dzięki któremu mógł kontynuować naukę na Oxfordzie. Nawiązał studenckie przyjaźnie z przyszłymi liderami Partii Pracy – brytyjskiej Tony Blairem i australijskiej Kimem Beazleyem. Pracował przez pewien czas jako nauczyciel na Murdoch University w Murdoch i University of Western Australia w Perth.
Karierę polityczną rozpoczął od funkcji radnego w mieście Frumantle (1983–1986). W 1986 został wybrany po raz pierwszy do Zgromadzenia Stanowego Australii Zachodniej. W 1990 wszedł do rządu stanowego kierowanego przez Carmen Lawrence. W ciągu trzyletniej pracy w gabinecie kierował resortami edukacji, reform parlamentarnych i wyborczych, paliwa i energii oraz reform mikroekonomicznych. Po porażce Partii Pracy w wyborach lokalnych objął w 1993 funkcję zastępcy przewodniczącego frakcji parlamentarnej. Jednocześnie był odpowiedzialny za liczne resorty w gabinecie cieni.
W październiku 1996 po rezygnacji Jima McGinty'ego został przywódcą opozycji i prowadził Partię Pracy w kolejnych wyborach lokalnych. Poniósł porażkę z Partią Liberalną i jej przywódcą Richardem Courtem. Na zwycięstwo wyborcze czekał do lutego 2001, kiedy objął ostatecznie funkcję premiera rządu stanowego (wraz z kilkoma resortami, m.in. edukacją i sprawami federalnymi). Umiarkowana polityka, stabilizacja gospodarcza oraz seria błędów rywali politycznych umożliwiły mu ponowne zwycięstwo w lutym 2005.
W kolejnych kampaniach Gallop opowiadał się m.in. za ogłoszeniem Australii republiką wraz z prezydentem jako głową państwa. Jest także zwolennikiem aborcji.
W styczniu 2006 Gallop złożył rezygnację z funkcji premiera Zachodniej Australii ze względów zdrowotnych (depresja). Zastąpił go tymczasowo dotychczasowy skarbnik w jego rządzie, Eric Ripper.